# Ruby Payne-Scott
Ruby Violet Payne-Scott, née le 28 mai 1912 et morte le 25 mai 1981 est une astronome australienne, pionnière en radiophysique et radioastronomie.

## Jeunesse et formation
Payne-Scott naît le 28 mai 1912 à Grafton (Australie). Elle est la fille de Cyril Payne-Scott et Amy Neale.
Elle fréquente la Penrith Public Primary School de 1921 à 1924,, puis la Cleveland-Street Girls' High School de Sydney en 1925-1926,. Elle complète ses études secondaires à la Sydney Girls High School (en). Elle est diplômée avec mentions en mathématiques et botanique.
Elle entame ensuite des études en physique, chimie, mathématiques et botanique à l'université de Sydney, où elle remporte deux bourses,. Elle obtient un baccalauréat universitaire ès sciences en physique en 1933, une maîtrise universitaire ès sciences dans la même spécialité en 1936 et un Diploma of Education (en) en 1938.

## Carrière

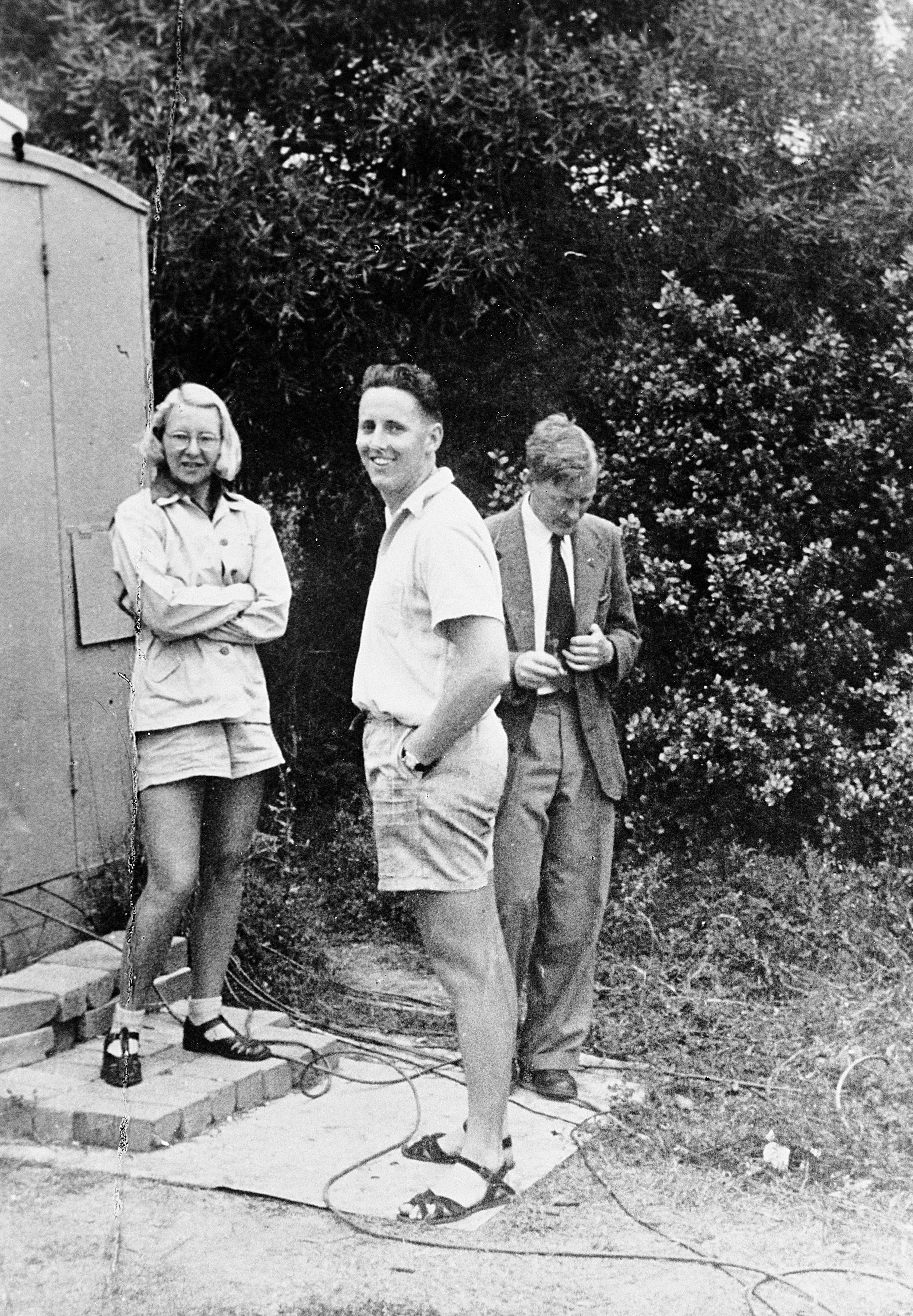
Ruby Payne-Scott avec Alec Little (au centre) et Wilbur Norman Christiansen au centre de radioastrophysique Potts Hill Reservoir (~1948).

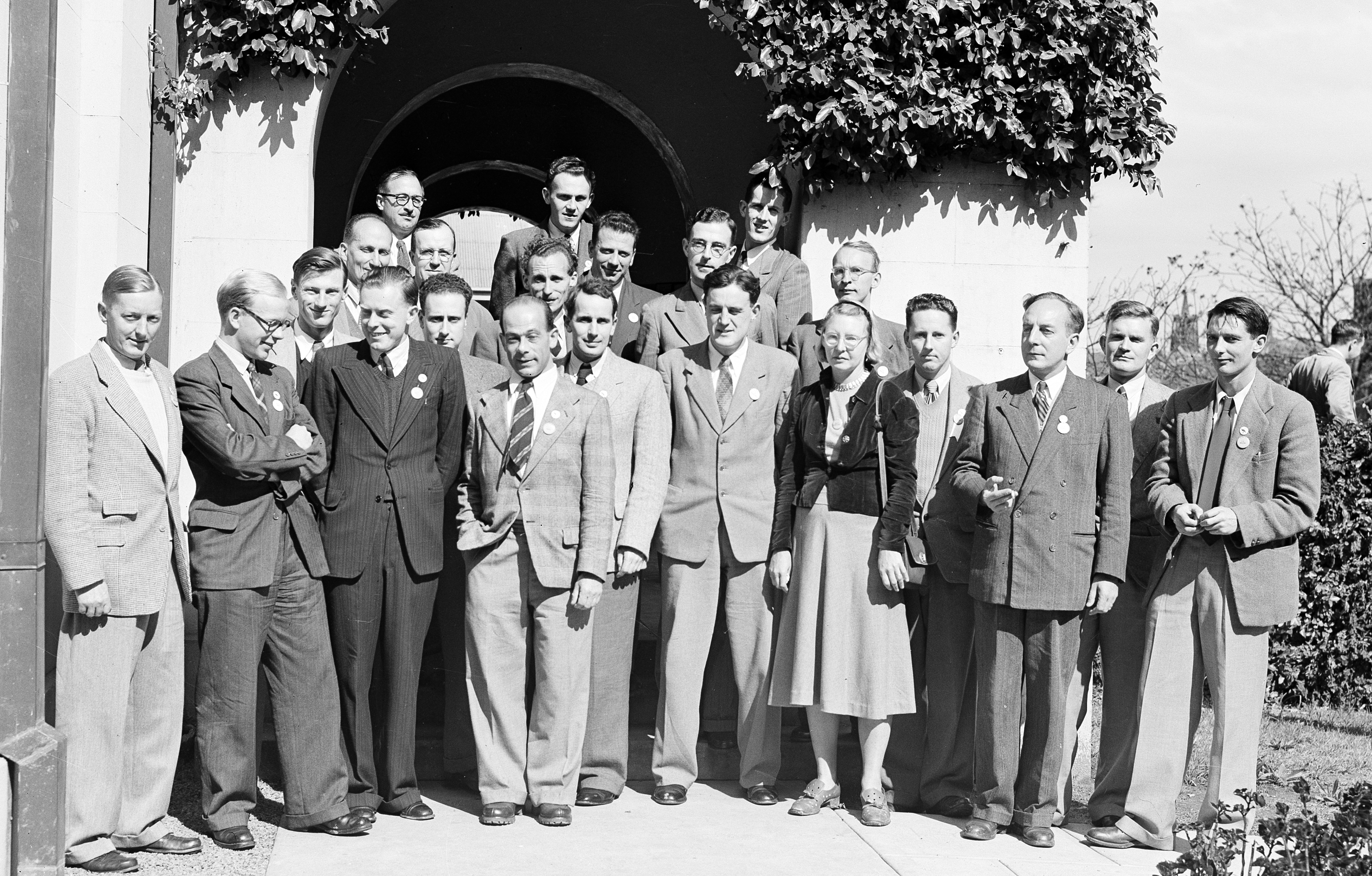
Participants à une réunion de lInternational Union of Radio Science à l'université de Sydney (1952). Payne-Scott est située dans la première rangée.

Payne-Scott devient une pionnière en radioastrophysique ainsi qu'une physicienne reconnue en Australie,. En 1936, elle fait des recherches avec William H. Love au Cancer Research Laboratory de l'université de Sydney. Ils y démontrent que le champ magnétique terrestre a peu ou pas d'effets sur les processus vitaux des êtres vivants, démystifiant ainsi certaines croyances à ce niveau.
Sa carrière atteint son apogée alors qu'elle travaille pour la Commonwealth Scientific and Industrial Research Organisation (CSIRO) du gouvernement de l'Australie à Dover Heights (en), Hornsby et, surtout, à Potts Hill (Sydney). Certaines de ses contributions fondamentales en radioastronomie solaire sont réalisées à la fin de cette époque.
Lors de la Seconde Guerre mondiale, Ruby Payne-Scott est engagée dans des travaux top secrets sur les  radars. C'est une experte dans la détection des aéronefs par dispositifs de vue panoramique à angle d'élévation constant. À l'époque, elle est également membre du Parti communiste et militante des droits des femmes.
En 1944, puisque le gouvernement australien de l'époque interdit aux femmes mariées d'avoir un travail permanent (en) dans les services publics, elle épouse secrètement William Holman Hallthe. En 1949, la législation du CSIRO soulève des problèmes sur son statut marital. Payne-Scott a des échanges houleux avec le directeur Ian Clunies Ross. Elle perd son poste permanent, mais son salaire est maintenu à un niveau comparable à celui de ses collègues masculins. Elle démissionne en 1951, quelques mois après la naissance de son fils Peter Gavin Hall. Elle change son nom pour Ruby Hall à ce moment. Le couple aura un autre enfant, Fiona Margaret Hall (en).
Ruby Payne-Scott meurt à Mortdale (Nouvelle-Galles du Sud) le 25 mai 1981. Elle souffrait de la maladie d'Alzheimer au cours des dernières années de sa vie.